# Spindasis homeyeri
Spindasis homeyeri är en fjärilsart som beskrevs av Herman Dewitz 1886. Spindasis homeyeri ingår i släktet Spindasis och familjen juvelvingar. Inga underarter finns listade i Catalogue of Life.